# Upplands runinskrifter 923
Upplands runinskrifter 923 är en vikingatida runsten av finkornig granit i Uppsala domkyrka, Uppsala och Uppsala kommun. Stenens största längd är 3,10 meter och dess största bredd 1,70 meter. Runstenen är belägen i Gustavianska koret men är dold under golvet.

## Historia
Stenen var känd redan på 1500-talet. De delar av stenen som ligger framför pelaren avtäcktes 1950. Då upptäcktes att stora delar av stenen slagits av i samband med dragning av gasrör på 1900-talets början.

## Inskriften
Translitterering av runraden:
ikifast[r · lit · rita · sten ef]ti[ʀ · s]ys[t]ur · netilkiarþi · uk · totur sena · k[asu · uk · fasluh · raþku... ...]
Normalisering till runsvenska:
Ingifastr let retta stæin æftiʀ systur ...gærði ok dottur sina kasu ok Fastlaug raðku[nu](?) ...
Översättning till nusvenska:
Ingefast lät resa stenen till minne av (sin) syster nitilkiarþi och sin dotter ... och Fastlög ...